# كريستوفر مورس
كريستوفر مورس (بالإنجليزية: Christopher Morse)‏ هو عالم عقيدة أمريكي، ولد في 1935.